# La roca maldita
La Roca Maldita es una obra de literatura infantil del escritor madrileño Rubén Serrano, ilustrada por el dibujante Rubén Francia.

## Argumento
Alba es la segunda de cuatro hermanos, hijos de un pescador de un pequeño pueblo costero.
Un día, el pescador le regala a Alba una preciosa concha marina que había quedado enganchada en sus redes. En ella resulta habitar el espíritu de un marino que amaba tanto el mar que su alma se había quedado allí en vez de ascender al Mundo de los Espíritus.
Poco después, sobreviene la tragedia: el padre de Alba se ve atrapado en una tormenta y su barca termina estrellándose contra una gran roca en medio del mar a la que se conoce como "La Ladrona", debido a que, según la tradición, roba las almas de los muertos. 
El padre de Alba acaba ahogándose y su familia llora su muerte durante días. Sin embargo, la muchacha no se resigna a quedarse sin su padre, por lo que, con la ayuda de Nicolás, el espíritu del marino encerrado en la caracola, se aventura a ir hasta La Ladrona para descubrir su secreto y conseguir así que se lo devuelva.
No sin dificultad, la joven logra desembarcar en La Ladrona, donde encuentra una entrada que la lleva hasta las profundidades. Allí dará con un oscuro personaje, que Alba deberá descubrir quién es y que resulta ser la mismísima Muerte. Al final, la Muerte propone a la muchacha que le entregue otra alma a cambio de la de su padre. Alba está dispuesta a sacrificarse, pero Nicolás se ofrece a tomar su lugar para que la muchacha pueda reunirse con su padre. De este modo, la Muerte devuelve al padre de Alba a la vida y ambos abandonan la roca maldita para regresar con su familia.

## La Ladrona
La isla de la Ladrona, eje central de la historia, existe en la realidad. Se ubica en la costa de Santa María del Mar (Castrillón), en el Principado de Asturias. Se trata de una gran peña que cuenta con una galería subterránea y una cueva abovedada de grandes dimensiones.
El nombre de Ladrona le viene, según una leyenda local, por el gran número de ahogados que aparecían en sus proximidades, bien porque intentaban el acceso al islote o porque en sus recovecos quedaban varados los cadáveres.